# Стефан Александер Потоцький
Стефан Александер Потоцький (1651/1652, — 1-а пол. 1726/1 серпня 1727) — польський шляхтич, державний діяч Речі Посполитої. Батько Миколи Василя Потоцького, засновник монастиря ОО. Василіян в Бучачі.

## Життєпис

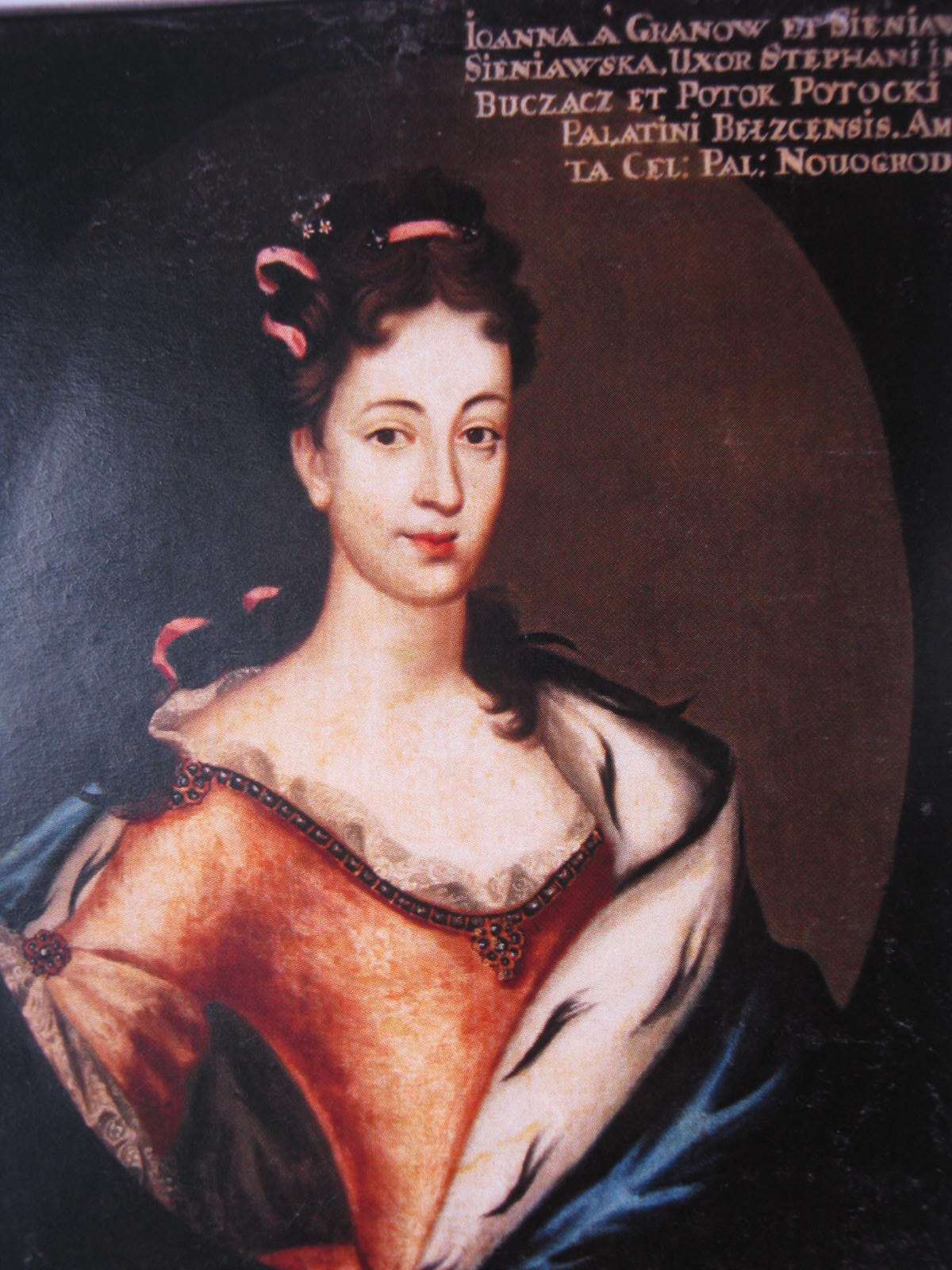
Дружина — Йоанна Потоцька з Сенявських

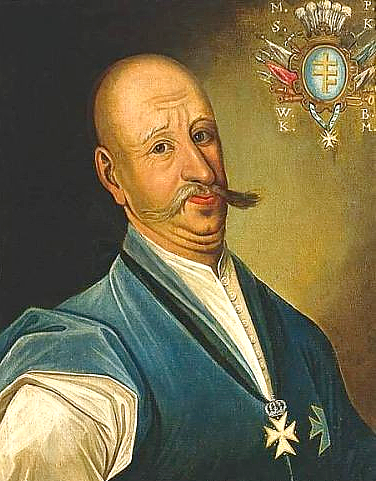
Син Микола Василь

Його батько — Ян Потоцький, титулярний брацлавський воєвода. Мати — згідно з грамотою Миколи Василя Потоцького, перша дружина батька — Софія (Тереза?) Цетнер[джерело?].
У 1680-х роках сприяв частковій відбудові бучацьку фортецю 29 грудня 1684 року Галицький сеймик обрав послом на Сейм. 7 серпня 1687 року сеймик Галицької землі звільнив маєтності С. А. Потоцького (Бучач, Бариш, Золотий Потік) від оподаткування через те, що їх знищили. У лютому 1692 року разом із галицьким каштеляном Кшиштофом Скарбеком командували вдалою обороною Рогатина від нападу татар. В 1690-х роках багато часу приділяв військовим справам, керував відділком, що розвідував ситуацію в околицях Кам'янця-Подільського. Король Ян III Собеський зараховував його до кола осіб, які найкраще знають турецько-татарську проблему. Політично був пов'язаний з майбутнім великим гетьманом коронним Адамом Миколаєм Сенявським.
З 1693 року намагався одружитися із сестрою тоді белзького воєводи А. М. Сенявського Йоанни, принаймні з грудня пару пов'язували взаємні прихильність та симпатія. Дуже неохоче до ймовірного шлюбу ставилась дружина А. М. Сенявського Ельжбета Гелена, яка розпускала на королівському дворі плітки, що «…ловчий валах, а його мати вірменка». Противниками шлюбу були також Яблоновські. С. А. Потоцький при дворі мав репутацію «гуляки, розпусника, людини, яка не вміє панувати над своїми рефлексами».
У 1694 році сильно побив булавою (або пірначем) шваґра — брацлавського воєводу Яна Ґнінського, тому король (незважаючи на симпатію) не хотів слухати про перепрошення кілька місяців, яке прийняв 14 липня; в липні оголошено про його шлюб з сестрою Адама Миколая Сенявського — Йоанною; наприкінці року Ельжбета Гелена Сенявська стала «героїнею» придворного скандалу, пов'язаного з її романом із сином коронного гетьмана Яном Станіславом Яблоновським. Їх листи за посередництва С. А. Потоцького потрапили до чоловіка — А. М. Сенявського.
2 січня 1695 року відбувся його шлюб з Йоаною (обряд провів львівський латинський архієпископ Константи Ліпський), якому перечив А. М. Сенявський який вважав, що майбутній шваґер (свояк) домагається тільки великого посагу (приданого).
У лютому 1695 року молодий вирушив під Львів, обложений татарами: отримав сильне поранення руки (або плеча) — залишився скаліченим до кінця життя. Після відступу татар разом з дружиною проживав у володіннях, ведучи збір розвідданих, утримував полк з 9 корогв панцерних. Після смерти короля Яна III Собеського підтримував кандидатуру Фредерика Авґуста Веттіна. Під час безкоролів'я за дорученням королевича Якуба Людвіка Собєського увірвався з військом до Жовкви, взяв місцевий замок; намагався тоді переконати швагра прибути до міста та стати на сторону королевича. На початку січня 1697 року представник Людовика XIV в Речі Посполитій князь М. Поліньяк твердив, що є дуже можливим здобути прихильність С. А. Потоцького у справі князя Конті за 6000 талерів, незважаючи, що королевич дав йому 25000 з обіцяних 40000 талерів. С. А. Потоцький став на сторону Августа Веттіна (Саса) за обіцянки значних виплат, привів до Кракова для Саса влітку 1697 року 8 коругв.
1697 року командував значними частинами військ на Волині, Покутті, Поділлі. 1701 року Галицький сеймик видав йому мандат на Сейм. 1702 року загострюються стосунки з родичами через недоданий посаг дружини, також через програш боротьби за булаву польного гетьмана коронного шваґру А. М. Сенявському (намагаючись отримати якусь сатисфакцію, висміював останнього; восени, у нетверезому стані, викликав на дуель, яку заборонив Геронім Августин Любомирський через вплив С. А. Потоцького серед війська). Не ангажувався виразно серед противників Августа II, хоча дружина в листах обіцяла перейти на бік шведів. Тоді найчастіше перебував у Замості.
1703 року присвятив частину часу власним володінням, зокрема, 19 серпня видав список прав шевського цеху Золотого Потоку.
1704 року відмовився від посади старости теребовлянського на користь Александера Цетнера. Схоже, у 1704 році С. Лещинський покинув Варшаву після засторог С. А. Потоцького.
Під час боротьби за трон не мав чітко вираженої позиції. Вересень 1705 року — відбив спробу захоплення московитами фортеці в Замості, став мішенню для московитів: Ф. А. Ґоловін казав Івану Мазепі, щоб він зовсім не довіряв інформації С. А. Потоцького, якого найкраще було б піймати, а в його маєтки пустити козаків. Із Замостя писав слізні листи швагру, що дружина покинула дітей, переїхала до Львова, думає тільки, як витягнути найбільше грошей з його маєтків. Наприкінці 1706 року був готовий присягнути Сандомирській конфедерації Юзефа та Міхала Потоцьких; водночас, Яну Шембеку говорив, що лояльний йому, незважаючи на тиск Потоцьких. 14 листопада 1706 року став хресним батьком сина галицького чесника Кшиштофа Дульського, тоді названий «адміністратором Королівства Польського».
Грудень 1707року цар Пйотр І в листі до А. Меньшикова стверджував, що вся кореспонденція між турками, шведами та С. Лещинський йде через С. А. Потоцького, який підтримує турецьких і татарських посланців, емісарів Юзефа Потоцького. С. А. Потоцький мав агентів при Юсуфу-Паші в Криму. В березні 1708 року царський резидент при А. М. Сенявському Олексій Дашков, занепокоєний можливістю його переходу на сторону короля Станіслава, твердив, що це робота С. А. Потоцького.
За його посередництва відновилися перемовини між Станіславом Антонієм Щукою та А. М. Сенявським після перебування першого у Вишнівці в грудні 1708 року.
Після Полтавської битви цар Пйотр наказав арештувати С. А. Потоцького за підозрою в шпигунстві на користь Польщі. Потоцький зумів уникнути арешту, але в його маєтках були розквартировані близько 8000 московських солдатів під командуванням Кропотова (який перехопив документи, в тому числі 18 листів С. Лещинського, кілька турецьких документів), які грабували, ґвалтували мешканців міст Бучача, Городенки (були цілковито знищені), менше — Золотого Потоку, Бариша. Під час зустрічі в Торуні король Август II Фрідріх нагадав про це царю, який відмахнувся; тому С. А. Потоцький став симпатизувати Станіславу Лещинському. 1710 року — брав участь у Варшавській раді, на якій боровся проти сваволі московитів у його володіннях.
З 1717 року почав часто хворіти, що зумовило ослаблення його політичної активності. З очільниками клану Потоцьких — Юзефом, Теодором, Міхалом — не мав тісних стосунків. З 1720 року мешкав в основному в Бучачі та Золотому Потоці, намагаючись відбудувати їх.
Мав велику набожність до Підкамінської ікони Матері Божої, значні кошти надавав Підкамінському монастирю, зокрема, 1 січня 1727 року писав до пріора о. Томаша Новомєйського, щоб той відправив до Гданська людей, які розуміються на гарматах, які (2 шт.) були оплачені С. А. Потоцьким в сумі 16 000 золотих; також відправив до монастиря оздоблений перлами сагайдак.
Помер о 6-й год. ранку 1 серпня 1727 року. Був пишно похований: тіло — в родинній крипті Цетнерів домініканського монастиря містечка Підкамінь, «нутрощі» — в гробівці каплиці святої Анни фарного костелу в Бучачі. Польська дослідниця Божена Попьолек стверджує, що у своєму заповіті, зокрема, «перепросив милу і кохану дружину за всі свої позиції злі».

#### Посади, звання
1688 рік ловчий великий коронний. 1692 рік стражник великий коронний. Староста теребовлянський (15 вересня 1698-11 лютого 1704, або 22 жовтня 1709 — 12 листопада 1718 роки канівський, яблунівський (1705 р.), городоцький (з 1713 р.). Воєвода белзький (з 1720 року). Полковник коронного війська Речі Посполитої.

### Маєтності
Коропець (село коло Тлумача), згадані Бучач, Золотий Потік, Городенка; посаг дружини — Гологори, Новосілки та Вільшаниця (нині Велика Вільшаниця) поблизу Золочева.

### Меценат, фундатор
7 грудня 1712 року в Любліні видав фундаційну грамоту на заснування монастиря ОО.Василіян в Бучачі. Він заповів інокам 30 тис. злотих, фільварок із садами та городами в передмісті Пушкарі, орне поле, сіножаті, пасовища тощо, а також кількох підданих. Монахи могли вільно, без застережень, користуватися млином, заготовляти деревину в лісах, займатися бджолярством, ловити рибу. В
Доброчинець костелу оо. Кармелітів в Теребовли (в захристі був портрет).

### Нагороди
У 1718 році стає кавалером ордену Білого орла.

### Сім'я

Герб Йоанни з Сенявських

Першою дружиною (біля 1688 (чи 1690) р.— до 1693 р.) була Анна з Харленських (вдова брацлавського воєводи Миколая Леона Сапеги, з якою в них дітей не було. 1695  р. — вдруге одружується: дружина — Йоанна Потоцька (із Сенявських на Гранові) — донька польного гетьмана коронного Миколая Єроніма Сенявського, сестра А. М. Сенявського. Близько 500 листів її приватної кореспонденції зберігаються у бібліотеці Чорторийських у Кракові. Народились в шлюбі:
- Микола Василь
- Тереса (пом. 1765) — дружина воєводи ленчицького Єжи Варшицкого; воєводи сєрадзького Войцеха Леона Опалінського.[джерело?]
- 2 доньки не дожили до повноліття.[25]

## Зауваги
1. ↑  М. Ковальчук припускає, що народився в с. Потоки, тепер Жмеринський район, Вінниччина → Ковальчук М. Стефан Потоцький… — С. 125.
2. ↑  Городиський Леон та Ігор Зінчишин у своїй книзі «Мандрівка по Теребовлі і Теребовлянщині» ствердили, що був старостою до 1727 року → Мандрівка по Теребовлі і Теребовлянщині: Історичний нарис-путівник — Львів: Каменяр, 1998 — 294 с. — С. 109. — ISBN 966-7255-01-8.
3. ↑  інформація може стосуватись референдара Стефана Потоцького